# Damiette
Damiette (arabisch دمياط Dimyāṭ, heute oft: Dumyāṭ, DMG Dimyāṭ / Dumyāṭ; lat. Damietta) ist eine Hafenstadt und Hauptstadt des gleichnamigen ägyptischen Gouvernements Damiette am Mittelmeer und am Nildelta, ungefähr 200 Kilometer nördlich von Kairo. Die Stadt hat 282.879 Einwohner (2017).

## Geschichte

### Im antiken Ägypten
Die Gründung erfolgte spätestens im 6. Jahrhundert. Im antiken Ägypten hieß die Stadt Tamiat. Sie verlor in hellenischer Zeit (griech. Bezeichnung Tamiathis, Ταμίαθις) durch den Bau von Alexandria an Bedeutung.

### Zeit der Kreuzzüge

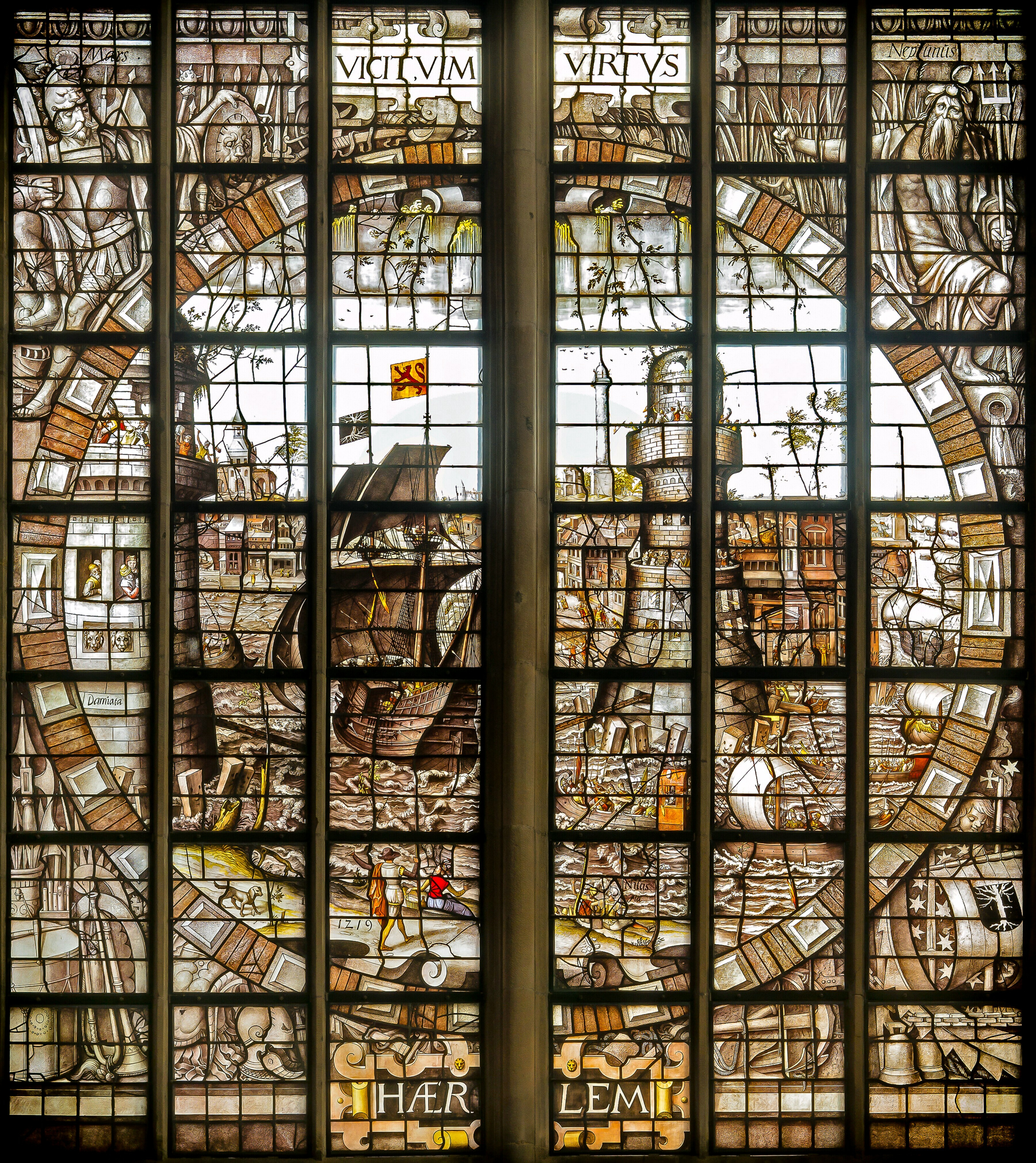
Die Eroberung von Damiette 1219, Glasmalerei, Sint Janskerk in Gouda

Damiette war zur Zeit der Kreuzzüge im 12. und 13. Jahrhundert eine bedeutende Stadt. 1169 griff eine Flotte aus dem Königreich Jerusalem den Hafen mit Unterstützung des Byzantinischen Reichs an, wurde aber von Saladin geschlagen.
Damiette war Hauptangriffsziel des 1217 begonnenen Fünften Kreuzzugs (auch bekannt als „Kreuzzug von Damiette“). Der Besitz der Stadt erlaubte durch den dortigen Kettenturm die Kontrolle über den einzigen schiffbaren Arm des Nils, und von dort aus wollten die Kreuzfahrer Ägypten, das Kernland der muslimischen Ayyubiden, erobern. Von Ägypten sollte der Angriff nach Palästina weiter getragen werden, um Jerusalem zurückzuerobern, das die Ayyubiden ohne Rückhalt aus Ägypten nur schwer hätten verteidigen können. Damiette wurde im November 1219 nach 19-monatiger Belagerung erobert und besetzt. 1221 wurden die Kreuzfahrer jedoch auf dem Weg nach Kairo geschlagen und zogen sich kampflos aus Damiette zurück.
Damiette war auch Ziel des vom französischen König Ludwig IX. geführten Sechsten Kreuzzugs. Seine Flotte traf dort 1249 ein und eroberte die Festung im Handstreich. Ebenfalls auf dem Weg nach Kairo wurden die Kreuzfahrer 1250 geschlagen. Ludwig wurde gefangen genommen und die Kreuzfahrer gaben unter anderem Damiette zurück, um ihren König freizubekommen. Der Mamlukensultan Baibars zerstörte die Stadt wegen ihrer Bedeutung für die Kreuzfahrer und baute sie einige Kilometer entfernt vom Nil mit stärkeren Festungsanlagen wieder auf.

## Gegenwart
Heute ist der Hafen Damiette durch einen Kanal mit dem Nil (Damiette-Arm des Nildeltas) verbunden, so dass die Bedeutung des Hafens wieder gestiegen ist. Die Metropolregion der modernen Stadt hat eine Bevölkerung von ungefähr einer Million.
Die Stadt hat im heutigen Ägypten vor allem durch die kleinen Möbelwerkstätten Bedeutung. Rund 80 % aller ägyptischen Möbel werden hier gefertigt. Die Fertigungsbetriebe sind allerdings überwiegend kleine Werkstätten. Weltwirtschaftlich betrachtet ist die Bedeutung wieder gering.
Israel und Ägypten planen, vor der israelischen Küste gefördertes Erdgas in Damiette zu verflüssigen und es auf Spezialschiffen nach Europa zu liefern.

## Religionen
Damiette ist bis heute als untergegangenes Bistum Namensgeber für das römisch-katholische Titularbistum Tamiathis und das melkitisch-katholische Titularerzbistum Damiata dei Greco-Melkiti.

## Söhne und Töchter der Stadt
- ʿAbd al-Muʾmin ad-Dimyāṭī (1217–1306), Religionsgelehrter
- Johann Tristan (1250–1270), französischer Königssohn
- Aischa Abd ar-Rahman (1913–1998), Schriftstellerin
- Latifa az-Zayyat (1923–1996), Schriftstellerin
- Faradsch Fauda (1946–1992), Publizist und Religionskritiker
- Zahi Hawass (* 1947), Archäologe
- Essam El-Hadary (* 1973), Fußballspieler
- Ibrahim Hamato (* 1973), paralympischer Tischtennisspieler

## Partnerstädte
Damiette unterhält einen freundschaftlichen Austausch mit Yangzhou in  Huadong, Volksrepublik China seit 2008.